# Киргепалу
Киргепалу (ест. Kõrgepalu) — село в Естонії, входить до складу волості Варсту, повіту Вирумаа.
За даними перепису 2011 року в селі проживало 87 осіб, за національністю — 85 осіб естонці.